# 川原元幸
川原 元幸（かわはら もとゆき、7月24日 - ）は、日本の男性声優。ベストポジション所属。神奈川県出身。

## 人物
以前はメディアフォース、ソフトリンクプロダクションに所属していた。
『スーパーロボット大戦NEO』で初めて主役を演じた。

## 出演
太字はメインキャラクター。

### テレビアニメ
2005年
- パタリロ西遊記!（従者、修行者、魔物たち、妖怪）
- BLEACH（衛島忍）

2006年
- おとぎ銃士 赤ずきん（人形使いの青年）
- 北風ジャックの物語（鬼）
- 銀魂（亀兵士B）
- スクールランブル 二学期（石山広明、飯田橋店長 他）

2007年
- ケロロ軍曹（プラモ屋店主）
- ケンコー全裸系水泳部 ウミショー（陸上部員A、男子生徒）
- こどものじかん（青木の友人）

2008年
- 黒塚 KUROZUKA（元凶、兵士A、兵士B、武者B、部隊長）

2009年
- 東京マグニチュード8.0（陸上自衛官）
- 東のエデン（平澤一臣）

2012年
- 獣旋バトル モンスーノ（アラン、ベクター卿、STORM大佐）
- パブー&モジーズ（ウソ・ユニコーン）

2015年
- 牙狼〈GARO〉-炎の刻印-（ジャステ伯）

2019年
- 盾の勇者の成り上がり（2019年 - 2022年、騎士、薬草店店主、貴族、老婆の息子、役人B） - 2シリーズ

### 劇場アニメ
- テイルズ オブ ヴェスペリア 〜The First Strike〜（2009年、親衛隊）
- 東のエデン 劇場版I / II（2009年 - 2010年、平澤一臣） - 2作品

### OVA
- ストレイト・ジャケット（2007年、職員）

### ゲーム
- スーパーロボット大戦NEO（2009年、稲葉駆）
- クイズRPG 魔法使いと黒猫のウィズ（2018年、マムート・タンダル）
- キャプテン翼 RISE OF NEW CHAMPIONS（2020年、マイヤー 他）
- ニーア リィンカーネーション（2021年、レヴァニア / 黒き怪物[3][4]）
- アークナイツ（2022年、Stormeye [5]）

### ドラマCD
- 俺たちのステップ STEP-3 〜お願い… 笑って、許して!〜（ゲイの店員）
- 黒羽と鵙目（組員）※声優デビュー作
- 裏スクールランブル二学期〜姫の帰還!〜（飯田橋店長）
- 花がふってくる（佐伯）
- 半分の月がのぼる空 VOL.1（うどん屋店員）
- ヘタリア Axis Powers キャラクターCD Vol.3 日本（河童その1）※ドラマパート
- らき☆すた（駅員）

### 吹き替え

#### 映画
- アイリッシュマン
- アザーフッド 私の人生
- アバター:ウェイ・オブ・ウォーター[6]
- アフター・アース（レンジャー2）
- エグザイル 戦慄の絆
- 華麗なる恋の舞台で（ロジャー）
- 危険な逃亡者（エルギン）
- キミとボクとの距離
- キングスマン:ファースト・エージェント（フォレスト英陸軍大尉〈ニール・ジャクソン〉[7]）
- グリフィン家のウエディングノート（アレハンドロ〈ベン・バーンズ〉）
- グレイハウンド（ロペス〈マヌエル・ガルシア＝ルルフォ〉）
- グレイマン[8]
- コードネーム・イーグル（パイロット1）
- ザ・サークル（タイ・ラフィート〈ジョン・ボイエガ〉）
- ザ・チェーンソー・スラッシャー（農夫息子）
- スノーデン（トレバー・ジェイムズ〈スコット・イーストウッド〉）
- スパイダーマン:ホームカミング（フォスター〈ゲイリー・ウィークス〉[9]）
- セーヌ川の水面の下に[10]
- ソーシャル・ネットワーク（クリス・ヒューズ〈パトリック・メイペル〉）
- ターミネーター:ニュー・フェイト（リグビー〈スティーヴン・クリー〉）
- ディ・オブ・ザ・デシィジョン3（ブライアン）
- デッドリンガー（ジャン・ピエール）
- ナインイレヴン 運命を分けた日（マイケル〈ウッド・ハリス〉）
- なつかしの庭
- 野良犬たちの掟（ネロ）
- ハンターキラー 潜航せよ（ジョンストン〈ライアン・マクパートリン〉）
- ブラック・ウィドウ（SWAT隊長[11]）
- フリー・ファイヤー（オード〈アーミー・ハマー〉[12]）
- ホース・ソルジャー（ベン・マイロ〈トレヴァンテ・ローズ〉）
- マン・ダウン 戦士の約束（テイラー少尉〈ホセ・パブロ・カンティージョ〉）
- メッセージ（マークス大尉〈マーク・オブライエン〉）
- メトロポリス2035（ラッセル）
- 善き人のためのソナタ（レーマン）
- ラストソルジャー（兵士6）
- レディ・オア・ノット（アレックス〈マーク・オブライエン〉[13]）
- 別れる決心（イ主任[14]）

#### ドラマ
- ありがとうございます（イ・ヨンウ）
- アンフォゲッタブル 完全記憶捜査（マックス・アーヴィントン、ジーク）
- イルジメ〜一枝梅（ピョン・シワン）
- カシミアマフィア
- 恋するハリウッド日記〜ジジは幸せアン・ハッピー!〜（ポール）
- ザ・コミー・ルール 元FBI長官の告白（ピーター・ストローク〈スティーヴン・パスクァール〉[15]）
- CSI:10 科学捜査班（カルヴィン〈ジョシュ・ヘンダーソン〉）
- CSI:ニューヨーク5、7
- CSI:マイアミ10 ザ・ファイナル（ケヴィン）
- スーパーエージェント 美女奪還大作戦!!（イワシ）
- スキップ・ビート! 〜華麗的挑戦〜（敦賀蓮〈チェ・シウォン〉）
- 善徳女王（月夜〈ウォルヤ〉）
- チャームド 〜魔女3姉妹〜（マーフィー捜査官）
- 鉄の王 キム・スロ（ピドガンの息子）
- PERSON of INTEREST 犯罪予知ユニット シーズン2（ケビン、オグルビー）
- 犯罪心理分析官インゲル・ヴィーク
- フリーキッシュ 絶望都市（バレット・マッキンタイア〈タイラー・チェイス〉）
- BONES シーズン8（ホアン）

#### アニメ
- ドラゴンズドグマ
- 悪魔城ドラキュラ -キャッスルヴァニア-: 月夜のノクターン（ミズラク）

### シリーズ一覧
1. ↑  第1期（2019年）、第2期（Season2）（2022年）